# Vechtsnoer
Vechtsnoer is een samenwerkingsverband van achttien erfgoedinstellingen in de regio rond de Utrechtse Vecht. 
Doel van de stichting is om de waarden van het cultuurlandschap van de Vechtstreek als ‘museum zonder muren’ voor een breed publiek te ontsluiten. De coöperatieve stichting werd in 2010 opgericht door diverse cultuurhistorische organisaties als musea, historische kringen, het 'regionaal bureau voor Toerisme Gooi en Vechtstreek' en de 'Commissie voor de Vecht en het Oostelijk en Westelijk Plassengebied'. De deelnemers aan het Vechtsnoer verwijzen bezoekers van de ene naar de andere plek, zodat afzonderlijke elementen van het Vechtgebied worden versterkt. Hierbij wordt zoveel mogelijk aansluiting en samenwerking gezocht met gelijkgestemde partijen, met behoud van eigen identiteit.
Ook worden wandel-, vaar- en fietsroutes door het gebied ontwikkeld door bestaande routes aaneen te rijgen tot een samenhangend geheel.
De opzet diende in 2014 als voorbeeld voor Eemsnoer in het oosten van de provincie Utrecht.